# José Del Solar
José Guillermo Del Solar Alvarez-Calderón (Lima, 28 novembre 1967) è un allenatore di calcio, dirigente sportivo ed ex calciatore peruviano, di ruolo difensore, tecnico del U. César Vallejo.

## Biografia
È zio di Alfonso Barco, a sua volta calciatore professionista.

## Carriera

### Giocatore

#### Club
Del Solar, dotato di un fisico imponente e buona abilità nei colpi di testa, inizia la sua carriera nelle giovanili dell'Universitario de Deportes, e dopo una breve esperienza al San Agustin e una stagione all'Universitario, passa ai cileni dell'Club Deportivo Universidad Católica, dove rimane dal 1990 al 1992. Proprio nel 1992 il Tenerife lo acquista portandolo in quella che sarà la sua esperienza estera più lunga, quella in Spagna, che durerà 6 anni. Dal Tenerife si trasferisce al Salamanca, dove passa la stagione 1995-96. Il Celta Vigo è la prima squadra di una certa importanza che acquista il giocatore peruviano, nel 1996. Dopo una stagione piuttosto positiva, il Valencia si assicura le sue prestazioni nel 1997, ma dopo dodici presenze lo lascia andare ai turchi del Beşiktaş. Nel 1999 torna in Perù, dove rimane per una sola stagione prima di tornare in Europa, in Belgio, al Malines. La sua ultima partita in una squadra di club è il 7 luglio 2002 contro i rivali dell'Alianza Lima.

#### Nazionale
Con il Perù Del Solar conta 74 presenze e 9 gol segnati. Ha la particolarità di aver segnato in diverse competizioni, nonostante il suo ruolo di difensore, come nella Copa América 1991, in quella del 1993 e in quella del 2001.

### Allenatore
L'infruttuosa esperienza come allenatore del Colon di Santa Fe insieme a Juan Antonio Pizzi nel 2005 precede due buone stagioni alla guida dello Sporting Cristal e dell'Club Deportivo Universidad Católica. Dal 3 agosto 2007 è alla guida della nazionale di calcio peruviana, rimpiazzando Julio César Uribe. Dal 16 agosto 2010 è l'allenatore dell'Universitario de Deportes.

## Palmarès

### Giocatore

#### Club
- Copa Cile: 1

Univ. Católica: 1991
- Liguilla Pre-Libertadores: 2

Univ. Católica: 1991, 1992
- Campionato peruviano: 1

Universitario 2000
- Campionato di Apertura: 1

Universitario: 2000
- Campionato di Clausura: 1

Universitario: 2000

#### Individuale
- Equipo Ideal de América: 1

1991